# Perowskitowe ogniwo słoneczne
Perowskitowe ogniwo słoneczne (ang. perovskite solar cell, PSC) – rodzaj ogniwa słonecznego, które zawiera związek o strukturze perowskitu, najczęściej hybrydowy organiczno-nieorganiczny materiał na bazie halogenku ołowiu lub cyny jako warstwę aktywną zbierającą światło. Materiały perowskitowe, takie jak metyloamoniowe halogenki ołowiu i całkowicie nieorganiczny halogenek ołowiu i cezu, są tanie i łatwe w produkcji.
Sprawność ogniw słonecznych w urządzeniach wykorzystujących te materiały wzrosła z 3,8% w 2009 roku do 25,5% w 2020 roku w przypadku układów z jednym złączem, a w przypadku ogniw tandemowych opartych na krzemie do 29,15%, przekraczając maksymalną wydajność jednozłączowych krzemowych ogniw słonecznych. Perowskitowe ogniwa słoneczne w 2016 były najszybciej rozwijającą się technologią fotowoltaiczną. Z uwagi na bardzo niskie koszty produkcji i perspektywy uzyskania dalszego zwiększenia wydajności stały się one atrakcyjne komercyjnie. Podstawowym problemem jest ich stabilność krótko- i długoterminowa, która jest przedmiotem badań naukowych.
W 2014 roku w Bostonie podczas jesiennego spotkania MRS polska fizyczka Olga Malinkiewicz zaprezentowała opracowany przez siebie proces produkcji arkuszy perowskitowych za pomocą druku atramentowego w niskich temperaturach, co umożliwia wytwarzanie ogniw na rozmaitych powierzchniach, jak np. telefony komórkowe, żaluzje czy karoserie samochodowe. Technologia ta została uhonorowana nagrodą MIT Technology review dla innowatorów poniżej 35. roku życia.
Naukowcy z University of Toronto również ogłosili, że opracowali metodę taniego nanoszenia metodą nadruku atramentowego materiałów perowskitowych na szkło, tworzywa sztuczne i inne podłoża.
21 maja 2021 roku na terenie Wrocławskiego Parku Technologicznego kierowane przez Olgę Malinkiewicz przedsiębiorstwo Saule Technologies uruchomiło pierwszą na świecie wytwórnię perowskitowych ogniw słonecznych. Jednakże z powodu problemów z komercjalizacją technologii i potrzeby długoterminowych nakładów inwestycyjnych celem prowadzenia dalszych badań i rozwoju technologii, spółka utraciła zaufanie akcjonariuszy i w czerwcu 2025 stanęła na krawędzi bankructwa.